# Kenduadih
Kenduadih là một thị trấn thống kê (census town) của quận Dhanbad thuộc bang Jharkhand, Ấn Độ.

## Địa lý
Kenduadih có vị trí 23°47′B 86°23′Đ / 23,78°B 86,38°Đ Nó có độ cao trung bình là 196 mét (643 feet).

## Nhân khẩu
Theo điều tra dân số năm 2001 của Ấn Độ, Kenduadih có dân số 8354 người. Phái nam chiếm 54% tổng số dân và phái nữ chiếm 46%. Kenduadih có tỷ lệ 57% biết đọc biết viết, thấp hơn tỷ lệ trung bình toàn quốc là 59,5%: tỷ lệ cho phái nam là 69%, và tỷ lệ cho phái nữ là 43%. Tại Kenduadih, 15% dân số nhỏ hơn 6 tuổi.